# When a Killer Calls
When a Killer Calls (roboczy tyt. The Babysitter Massacre) – amerykański horror filmowy z roku 2006, wydany przez wytwórnię The Asylum z przeznaczeniem użytku domowego (direct-to-video). Jest to mockbuster dreszczowca Kiedy dzwoni nieznajomy, którego premiera koincydencjalnie zbiegła się z premierą When a Killer Calls. Ponadto film czerpie z takich dreszczowców jak Krzyk.
Powstał także film dokumentalny When a Killer Calls: Behind the Scenes, poprzedzający premierę horroru.

## Zarys fabuły
Młoda opiekunka do dzieci jest prześladowana przez nieznajomego telefonistę. Okazuje się, że mężczyzna przebywa w tym samym domu, co ona.

## Obsada
- Rebekah Kochan – Trisha
- Robert Buckley – Matt
- Mark Irvingsen – Madman
- Sarah Hall – Chrissy
- Derek Osedach – Frank
- Chriss Anglin – Mr. Walker
- Isabella Bodnar – Mrs. Hewitt
- Carissa Bodner – Molly
- Tara Clark – Mrs. Walker
- Louis Graham – Charlie
- Justin Jones – Trent Rockport
- Peter Mervis – oficer policyjny